# Eutea

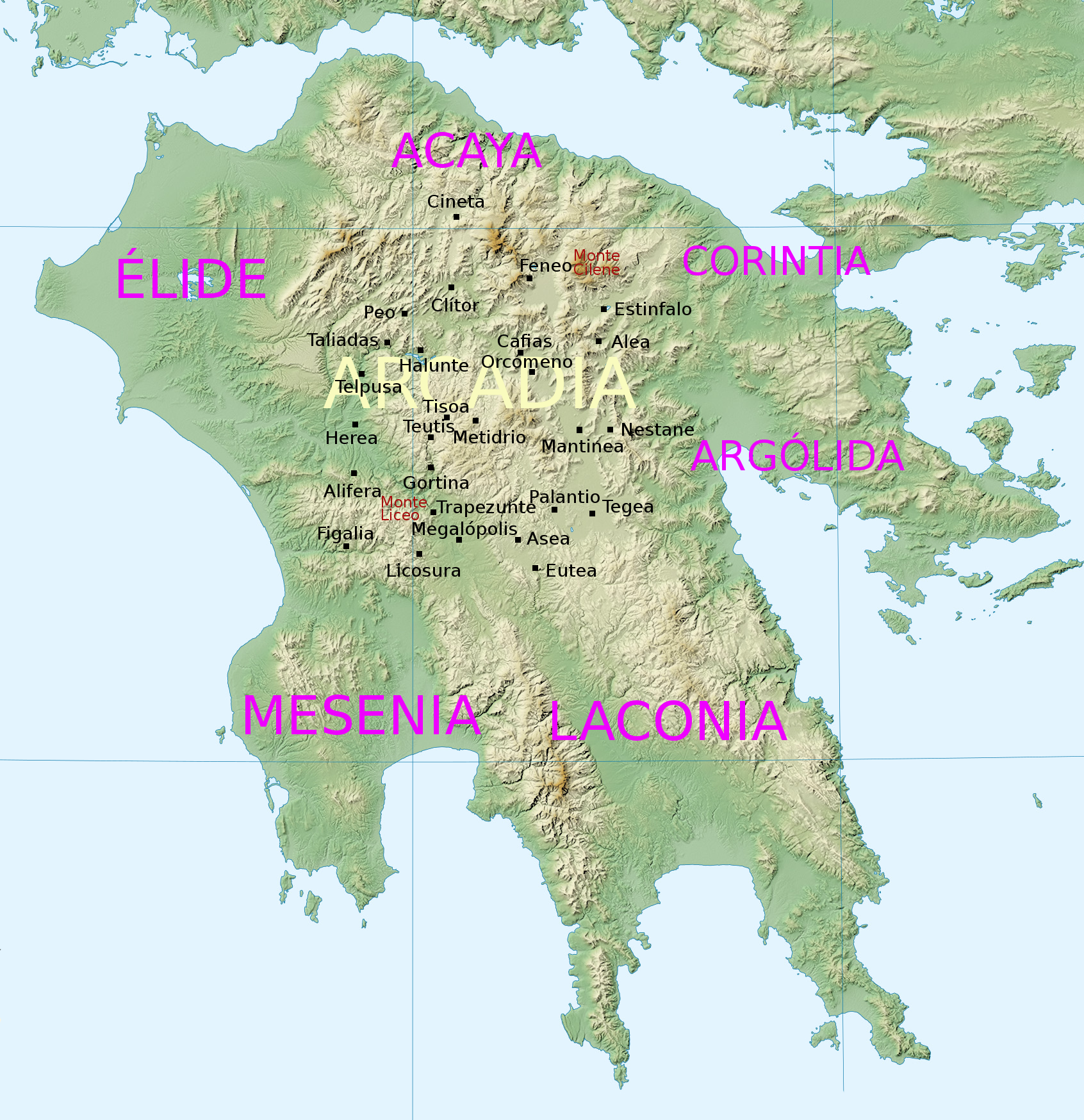
Mapa del Peloponeso con la situación de algunas de las principales ciudades de la antigua Arcadia. Eutea se ubicaba en el sur.

Eutea es el nombre de una antigua ciudad griega de Arcadia.
Según Jenofonte, Eutea, que estaba cerca de la frontera con Laconia, fue tomada por Agesilao II, en su campaña del año 370 a. C. contra la Liga Arcadia. La ciudad se encontraba habitada en aquel momento por ancianos, mujeres y niños, puesto que los hombres en edad de guerrear habían ido a formar parte del ejército arcadio. Agesilao respetó a los habitantes de Eutea, los dejó seguir residiendo allí e incluso reparó los muros de la ciudad, mientras se disponía a atacar la ciudad de Mantinea.
Pausanias dice que fue una de las poblaciones pertenecientes al territorio de Ménalo que se unieron para poblar Megalópolis.
Se localiza en la población actual de Lianos.